# TrES-1b
TrES-1b (بالإنجليزية: TrES-1b)‏ الذي يرمز له بالرمز TrES-1، هو كوكب خارج المجموعة الشمسية، في كوكبة القيثارة، يتبع GSC 02652-01324 ‏.

## الاكتشاف
اكتشف في 24 أغسطس 2004.